# VIIe législature de la Cinquième République française
La VIIe législature de la Cinquième République française est un cycle parlementaire qui s'ouvre le 2 juillet 1981 et se termine le 1er avril 1986 sous la présidence de François Mitterrand. Elle est la première dominée par les socialistes sous la Cinquième République.

## Composition de l'exécutif
- Président : François Mitterrand
- Premiers ministres : 
  - Pierre Mauroy : 23 juin 1981 - 17 juillet 1984
  - Laurent Fabius : 17 juillet 1984 - 20 mars 1986

## Composition de l'Assemblée nationale

### Résultats des élections législatives
|                          |                                          |                           |                           |                          |                          |
|                          |                                          | Premier tour 14 juin 1981 | Premier tour 14 juin 1981 | Second tour 21 juin 1981 | Second tour 21 juin 1981 |
|                          |                                          |                           |                           |                          |                          |
|                          |                                          | Nombre                    | % des inscrits            | Nombre                   | % des inscrits           |
| Inscrits                 | Inscrits                                 | 36 338 650                | 100,00                    | 25 097 197               | 100,00                   |
| Abstentions              | Abstentions                              | 10 786 146                | 29,68                     | 6 263 782                | 24,96                    |
| Votants                  | Votants                                  | 25 552 504                | 70,32                     | 18 339 874               | 73,08                    |
|                          |                                          |                           | % des votants             |                          | % des votants            |
| Bulletins blancs et nuls | Bulletins blancs et nuls                 | 360 929                   | 1,41                      | 493 541                  | 2,62                     |
| Suffrages exprimés       | Suffrages exprimés                       | 25 191 575                | 69,32                     | 18 339 874               | 73,08                    |
|                          |                                          |                           |                           |                          |                          |
| Étiquette politique      | Étiquette politique                      | Voix                      | % des exprimés            | Sièges                   |                          |
|                          |                                          |                           |                           |                          |                          |
|                          | PS                                       | 9 077 435                 | 36,03                     | 266                      |                          |
|                          | PCF                                      | 4 065 962                 | 16,13                     | 44                       |                          |
|                          | MRG                                      | 354 632                   | 1,41                      | 14                       |                          |
|                          | DVG                                      | 201 995                   | 0,80                      | 9                        |                          |
|                          | Majorité présidentielle (gauche)         | 13 700 072                | 54,37                     | 333                      |                          |
|                          |                                          |                           |                           |                          |                          |
|                          | RPR                                      | 5 249 670                 | 20,83                     | 85                       |                          |
|                          | UDF                                      | 4 830 833                 | 19,17                     | 62                       |                          |
|                          | Divers droite                            | 713 582                   | 2,83                      | 11                       |                          |
|                          | Union pour la nouvelle majorité (droite) | 10 794 085                | 42,83                     | 158                      |                          |
|                          |                                          |                           |                           |                          |                          |
|                          | Écologistes                              | 271 688                   | 1,07                      | 0                        |                          |
|                          | Extrême gauche                           | 334 674                   | 1,32                      | 0                        |                          |
|                          | Extrême droite                           | 90 422                    | 0,35                      | 0                        |                          |

### Répartition des sièges par tendance
| Parti politique | Parti politique                      | Députés  | Députés |
| Parti politique | Parti politique                      | Sortants | Élus    |
| --------------- | ------------------------------------ | -------- | ------- |
|                 | Parti communiste français            | 86       | 44      |
|                 | Parti socialiste                     | 107      | 266     |
|                 | Mouvement des radicaux de gauche     | 10       | 14      |
|                 | Divers gauche                        | 1        | 9       |
|                 |                                      |          |         |
|                 | Rassemblement pour la République     | 153      | 85      |
|                 | Union pour la démocratie française   | 5        | 9       |
|                 | Parti républicain (UDF)              | 65       | 32      |
|                 | Centre des démocrates sociaux (UDF)  | 36       | 19      |
|                 | Parti radical (UDF)                  | 8        | 2       |
|                 | Mouvement démocrate socialiste (UDF) | 2        | –       |
|                 | CNIP                                 | 9        | 5       |
|                 | Divers droite                        | 9        | 6       |

### Groupes parlementaires

Composition initiale de la VIIe législature
PS (285)
RPR (88)
UDF (62)
PCF (44)
Non inscrits (12)

| Groupe parlementaire               | Groupe parlementaire               | Groupe parlementaire               | Députés                            | Députés                            | Députés | Président déclaré                                   |  |
| Groupe parlementaire               | Groupe parlementaire               | Groupe parlementaire               | Membres                            | Apparentés                         | Total   | Président déclaré                                   |  |
| ---------------------------------- | ---------------------------------- | ---------------------------------- | ---------------------------------- | ---------------------------------- | ------- | --------------------------------------------------- |  |
|                                    | SOC                                | Socialiste                         | 265                                | 20                                 | 285     | Pierre Joxe (1981-1984) André Billardon (1984-1986) |  |
|                                    | RPR                                | Rassemblement pour la République   | 79                                 | 9                                  | 88      | Claude Labbé                                        |  |
|                                    | UDF                                | Union pour la démocratie française | 51                                 | 11                                 | 62      | Jean-Claude Gaudin                                  |  |
|                                    | COM                                | Communiste                         | 43                                 | 1                                  | 44      | André Lajoinie                                      |  |
|                                    |                                    |                                    |                                    |                                    |         |                                                     |  |
| Total de députés membre de groupes | Total de députés membre de groupes | Total de députés membre de groupes | Total de députés membre de groupes | Total de députés membre de groupes | 479     |                                                     |  |
|                                    | Députés non-inscrits               | Députés non-inscrits               | Députés non-inscrits               | Députés non-inscrits               | 12      |                                                     |  |
|                                    |                                    |                                    |                                    |                                    |         |                                                     |  |
| Total des sièges pourvus           | Total des sièges pourvus           | Total des sièges pourvus           | Total des sièges pourvus           | Total des sièges pourvus           | 491     |                                                     |  |

### Président de l'Assemblée
- Louis Mermaz (PS, 5e circonscription de l'Isère).

## Gouvernements successifs
- Gouvernement Pierre Mauroy (1)
- Gouvernement Pierre Mauroy (2)
- Gouvernement Pierre Mauroy (3)
- Gouvernement Laurent Fabius

## Élection du président de l'Assemblée nationale
| Candidat                 | Circonscription   | Groupe politique | Groupe politique | Voix | %     | Situation |
| ------------------------ | ----------------- | ---------------- | ---------------- | ---- | ----- | --------- |
| Louis Mermaz             | Isère (5e)        |                  | SOC              | 295  | 66,44 | Élu       |
| Jean-Paul de Rocca Serra | Corse-du-Sud (2e) |                  | RPR              | 149  | 33,56 | Battu     |
|                          |                   |                  |                  |      |       |           |
| Votants                  | Votants           | Votants          | Votants          | 446  | ?     |           |
| Blancs et nuls           | Blancs et nuls    | Blancs et nuls   | Blancs et nuls   | 2    | 0,45  |           |
| Exprimés                 | Exprimés          | Exprimés         | Exprimés         | 444  | 99,55 |           |